# Grootkopboloogwants
De grootkopboloogwants (Geocoris megacephalus) is een wants uit de familie van de bodemwantsen (Lygaeidae). De wetenschappelijke naam werd gepubliceerd door Pietro Rossi in 1790.

## Uiterlijk
De grotendeels glanzend zwarte bodemwants heeft, als volwassen dier, volledige vleugels (macropteer) en kan 4 tot 5,5 mm lang worden. De kop met de bolle ogen, het halsschild en het scutellum zijn zwart van kleur. Het halsschild heeft lichte hoeken aan de achterkan en een lichte achterrand. De voorvleugels zijn geheel lichtbruin en het doorzichtige gedeelte van de voorvleugels is wit. Van de zwarte antennes is het uiteinde van het vierde segment soms bruin en van de lichtbruine pootjes zijn de dijen soms donkerbruin.

## Leefwijze
De bodemwants overwintert als volgroeid dier, waarschijnlijk kent de soort een enkele generatie per jaar. De wantsen leven op de bodem van kleine geleedpotigen in droge warme schaarsbegroeide gebieden op zandgrond en duinen.

## Leefgebied
In Nederland is de wants sinds 1902 niet meer gevonden. 122 jaar later in 2024 werd er één gevonden door een predikant uit Harderwijk. De soort is van oorsprong afkomstig uit het Middellandse Zeegebied en komt voor van Europa tot het Midden-Oosten, Centraal-Azië, en de Kaukasus.